# Largs

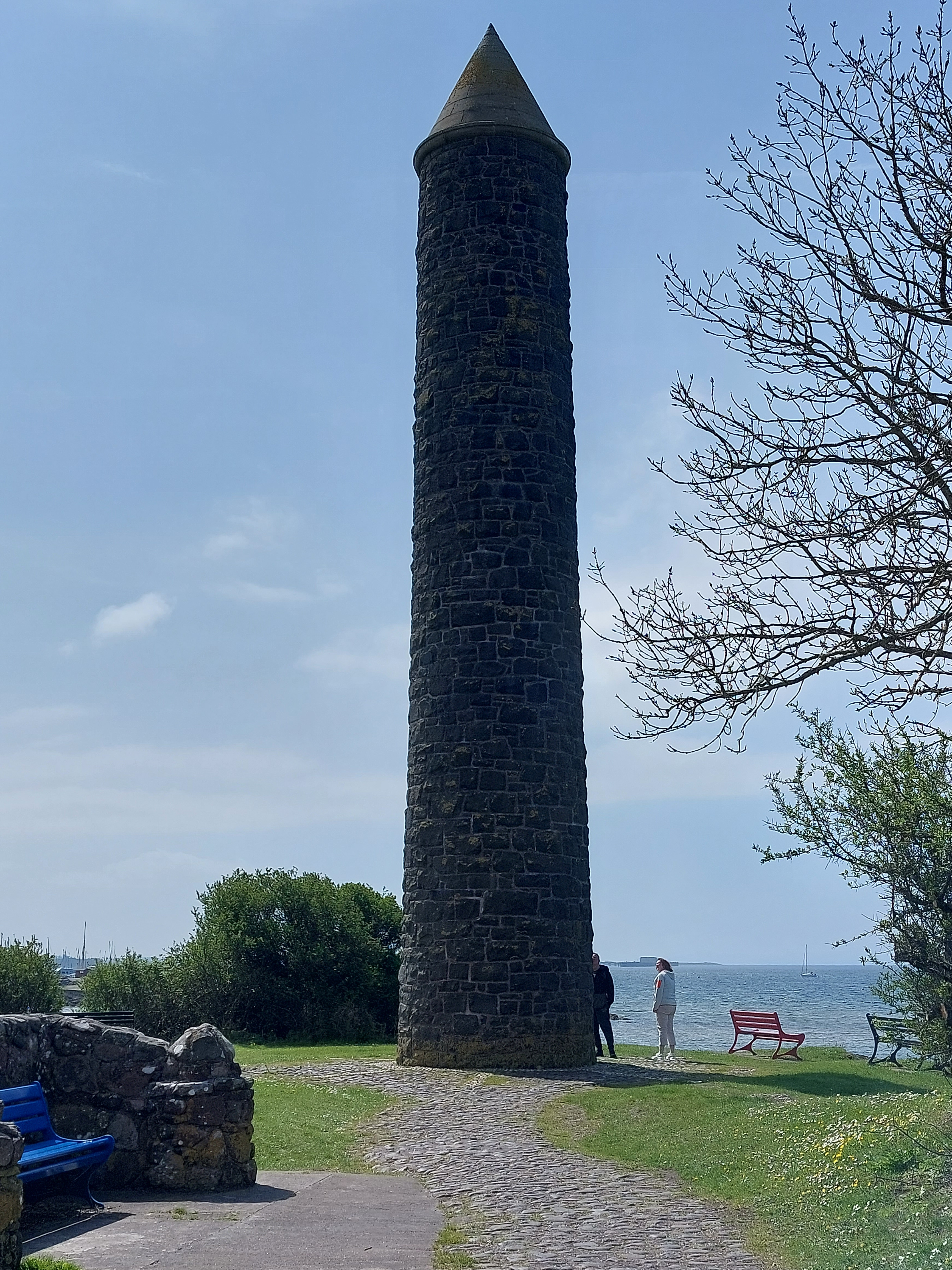
Largs Pencil Monument

Largs (en gaélico escocés, An Leargaidh Ghallda) es una localidad situada en el fiordo de Clyde, en North Ayrshire, Escocia, Reino Unido. Tiene una población estimada, a mediados de 2020, de 11 030 habitantes.
Está ubicada a 53 km de Glasgow.
Es un popular destino turístico costero. Se promociona a sí misma por sus vínculos históricos con los vikingos y se celebra un festival anual con esa temática cada año a principios de septiembre.
En 1263 se libró en la zona la batalla de Largs, entre los ejércitos noruego y escocés.

## Historia
La localidad se desarrolló a partir de que los Montgomeries de Skelmorlie se convirtieron en señores temporales de las tierras de North Cunninghame en el siglo XVII. Sir Robert Montgomerie construyó Skelmorlie Aisle en la antigua iglesia de Largs en 1636, como un mausoleo familiar. Hoy el monumento es lo todo que queda de la antigua iglesia.
Desde sus inicios como un pequeño pueblo alrededor de la iglesia, Largs evolucionó hasta convertirse en un concurrido y popular centro turístico costero en el siglo XIX. Aparecieron grandes hoteles y se construyó un muelle en 1834. No fue hasta 1895, sin embargo, en que el ferrocarril hizo la conexión con Largs, sellando la popularidad de la ciudad.
También se convirtió en un lugar de moda para vivir y se construyeron varias mansiones impresionantes. Entre las más significativas cabe mencionar Netherhall, la residencia del físico e ingeniero William Thomson, conocido como Lord Kelvin.
En la zona se libró la batalla de Largs en 1263, en la que soldados de un ejército escocés atacaron a una pequeña fuerza de noruegos que intentaban salvar los barcos de una flota que transportaba los ejércitos del rey Magnus Olafsson de Mann y las Islas y su señor feudal, el rey Haakon IV de Noruega, atracados durante una tormenta.
Los noruegos y los isleños habían estado asaltando la costa escocesa durante algún tiempo, y los escoceses bajo Alejandro III habían estado siguiendo la flota, intentando atrapar a sus grupos de asalto. El resultado de este enfrentamiento es incierto, ya que ambas partes hablan de victoria en sus respectivas crónicas y sagas, y la única fuente independiente de la guerra no menciona la batalla en absoluto.

## Atractivos turísticos
A pesar de su estatus disminuido como lugar de vacaciones, gran parte de Largs todavía está orientada al turismo. Entre los lugares de interés destacan el Centro Vikingar de Barrfields, una mirada interactiva a la historia de la vida vikinga; el Kelburn Country Center; el Barrfields Pavilion Theatre y el Parque Douglas.